# Zoran Đinđić
Zoran Đinđić (phát âm [zǒran dʑîːndʑitɕ] ⓘ; sinh ngày 1 tháng 8 năm 1952 - mất 12 tháng 3 năm 2003) là chính khách người Serbia. Ông đảm nhiệm chức vụ Thủ tướng Serbian từ năm 2001 cho đến khi bị Zvezdan Jovanović ám sát vào năm 2003. Ông là chính trị gia thân phương Tây, có vai trò trong công cuộc hạ bệ tổng thống Milosevic.